# Mononoke Hime
Mononoke Hime (Nhật: もののけ姫 Hepburn: Mononoke-hime,  "Công chúa Mononoke") là một bộ phim anime lấy đề tài sử thi giả tưởng của đạo diễn Miyazaki Hayao do hãng phim Ghibli sản xuất năm 1997. "Mononoke" (物の怪) không phải là một cái tên, đây là cách gọi chung trong tiếng Nhật có nghĩa là ma quỷ hay quái vật, ở đây có thể hiểu là "linh hồn oán hận". Phim được công chiếu lần đầu tại Nhật vào ngày 12 tháng 7 năm 1997, và tại Hoa Kỳ vào ngày 29 tháng 10 năm 1999.
Phim lấy bối cảnh những cánh rừng bạt ngàn và bí ẩn xen lẫn nhiều yếu tố kỳ ảo vào cuối thời Muromachi (1392 - 1572), nơi mà súng đạn dần thay thế cho đao kiếm, sự thống trị của các samurai suy yếu đến mức biến họ thành những tên cướp bóc. Vào thời điểm này, người Nhật Bản nói riêng và loài người nói chung đã có ý thức chinh phục, khai phá thiên nhiên bằng sức lực, trí tuệ của mình. Tuy nhiên sự khai thác bừa bãi đã làm thiên nhiên nổi giận, không ít lần giáng tai họa xuống loài người.
Dù thể loại hoạt hình thường hay biết đến là dành cho thiếu nhi, nhưng đối tượng phù hợp nhất của Mononoke Hime có lẽ là người lớn và thanh thiếu niên. Vấn đề bộ phim đề cập cũng chính là vấn đề nóng bỏng của mọi thời đại: Bảo vệ môi trường sinh thái.

## Cốt truyện
Ngôi làng bé nhỏ của bộ tộc Emishi ở phía Đông đột nhiên bị tấn công bởi Tatarigami (tạm dịch là Đoạ Thần). Hoàng tử Ashitaka của tộc Emishi buộc phải dùng cung tên bắn chết Tatarigami để bảo vệ dân làng. Trong lúc chiến đấu, anh đã bị nguyền khi để những con giun quỷ (thứ bao bọc lấy Tatari Gami) bám vào tay. Lời nguyền đó vừa ban cho anh một sức mạnh phi thường đồng thời cũng hủy hoại linh hồn anh cho đến chết. Nhà tiên tri trong làng bảo đó là một vị thần heo rừng đến từ Tây vực xa xôi, nó đã bị một viên đá kì dị bắn bị gãy xương, lâu dần vết thương đó thiêu đốt nó từ bên trong và biến nó thành một Tatari Gami. Vì muốn tìm hiểu nguyên nhân sự xuất hiện của Tatarigami cũng như để giải lời nguyền, Ashitaka đã cắt bỏ búi tóc trên đầu, dẫn theo con linh dương thân thiết Yakul, tiến về khu vực phía Tây. Theo lệ làng, điều này đồng nghĩa với việc anh đã chết và không ai được đưa tiễn hoàng tử Ashitaka. Nhưng hôn thê của anh - Kaya, bất chấp luật lệ đã chạy ra tiễn, cô bé còn tặng anh mặt dây chuyền bằng ngọc bích có hình lưỡi dao, thay lời chúc cho Ashitaka bình an trở về.
Ashitaka ra đi, băng qua nhiều đồng cỏ, núi đá, làng mạc mới tới được Tây vực. Rừng của vùng phía Tây có nhiều thần thú khổng lồ thời Thượng cổ còn sót lại. Tại đây, hoàng tử Ashitaka quen biết bà Eboshi, người luôn ấp ủ ý đồ chiếm toàn bộ khu rừng của Tây vực. Anh cũng chạm trán với công chúa Mononoke - con nuôi thần Sói trắng Moro. Thế là Ashitaka vô tình bị cuốn vào cuộc chiến sinh tử của hai người phụ nữ này, hay nói đúng hơn là cuộc chiến giữa các linh thần rừng rậm với loài người. Nhưng bằng tấm lòng chân thành, nhân hậu và sự tin tưởng, anh đã dần làm dịu nỗi oán hận loài người trong lòng Mononoke Hime, đồng thời cũng khiến Eboshi phần nào thức tỉnh trước sai lầm và hiểu ra rừng và con người có thể chung sống hòa bình.

## Nhân vật

### Con người:
Ashitaka
Lồng tiếng bởi: Yōji Matsuda
Hoàng tử anh dũng của tộc Emishi. Anh rất cam đảm, cương nghị và đầy lòng nhân hậu. Vết thương trên cánh tay phải của Ashitaka cho anh một sức mạnh phi thường, nhưng mỗi lần sử dụng sức mạnh ấy xong, sức khoẻ và cả mạng sống của anh sẽ bị rút ngắn. Trong trận chiến giữa Eboshi và Mononoke Hime, Ashitaka thường giữ thái độ trung lập: Ashitaka từng mang Mononoke ra khỏi lò rèn an toàn và bị bắn vào người; anh cũng cứu Eboshi khi bà bị nguy hiểm trong rừng. Xuyên suốt tập phim, anh luôn cố gắng gỡ bỏ Mononoke Hime khỏi sự thù hằn trói buộc tâm hồn cô. Mong muốn của anh chính là sự hòa hợp giữa thiên nhiên với con người.
Mononoke Hime
Lồng tiếng bởi: Yuriko Ishida
Con nuôi của thần Sói trắng Moro, tên thật là San. Cha mẹ của San bị thần sói Moro giết chết, còn cô thì Moro thương tình giữ lại nuôi. Được Moro nuôi dưỡng từ nhỏ, lớn lên cùng 2 sói con, San cứ luôn nghĩ cô là một con sói hoang còn Moro là mẹ mình. San sống chỉ với một mục đích duy nhất: Giết Eboshi để bảo vệ rừng. Nhờ Ashitaka, San trở nên giống con người hơn, nhân bản hơn. Cuối phim, cô đã thổ lộ với Ashitaka rằng cô rất thích anh nhưng " những gì con người đã làm với khu rừng thì em không thể bỏ qua được " và hai người chia tay nhau. Cái tên "San" trong tiếng Nhật nghĩa là số 3, có lẽ Moro muốn ám chỉ San là đứa con thứ ba của nó.
Eboshi Gozen
Lồng tiếng bởi: Yūko Tanaka
Người đàn bà quyết đoán, tham vọng, chủ nhân một lò rèn tatara (Tatara Ba/ Làng Sắt). Lò rèn của Eboshi còn chuyên làm các loại súng lửa rất lợi hại vào thời bấy giờ, viên đá kì dị giết chết Tatarigami, thực chất chính là viên đạn của loại súng lửa đó. Ban đầu bà rắp tâm chiếm đoạt khu rừng thần kì của phía Tây, nhằm đem lại giàu có và no ấm cho người dân của mình. Nhưng khi chứng kiến cuộc chiến giữa người với người còn độc ác, gian xảo hơn những gì thần thú của rừng gây ra, Eboshi bắt đầu tỉnh ngộ trước tội lỗi bấy lâu của bản thân.
Jigo
Lồng tiếng bởi: Kaoru Kobayashi
Tăng lữ làm việc cho triều đình, rất gian manh, cơ hội và giỏi võ nghệ. Lão lợi dụng Eboshi bằng cách thoả thuận với Eboshi rằng lão sẽ tâu lên triều đình không chiếm mỏ quặng sắt của bà cũng như giúp bà tìm Shishigami, với điều kiện bà phải giúp lão lấy được đầu nó. Bởi dân gian đồn rằng máu của Shishigami có thể chữa bách bệnh và khiến người ta trở nên bất tử. Nhưng sau khi đoạt được cái đầu, lão không ngần ngại bỏ rơi Eboshi giữa nguy hiểm. Đối với lão, bà chỉ như một công cụ để lợi dụng. Cuối phim, sau khi có được cái đầu Shishigami, lão và đồng bọn bị nó đuổi sát thì Ashitaka và San đã đuổi kịp, lấy lại cái đầu cho Shishigami.

### Thần linh của khu rừng:
NagoVua lợn rừng Tây vực. Trong một lần tấn công con người vì họ khai thác rừng quá mức, Nago đã bị Eboshi dùng súng bắn trọng thương. Vết thương khiến nó đau đớn, oán hận, để rồi hoá thành Tatari Gami đến phá hoại làng Emishi và bị Ashikata giết chết.
Moro
Lồng tiếng bởi: Akihiro Miwa
Thần Sói trắng canh giữ khu rừng, người bảo vệ trực tiếp Shishigami và cũng là mẹ nuôi của San. Khi Moro tấn công cha mẹ của San, họ đã để San lại mong thoát thân. Moro đã nuôi San và coi cô như con gái mình. Moro từ lâu căm thù Eboshi, cho tới lúc đã chết, cái đầu của nó vẫn sống dậy, cắn đứt một cánh tay của bà ta. Khác với Nago và sau này là Okkoto nó cũng bị viên đạn của Eboshi bắn bị thương nhưng nó không bị hóa thành Tatari Gami. Nó bị Shishigami tước đi sự sống sau khi cứu San.
Okkoto
Lồng tiếng bởi: Hisaya Morishige
Tên đầy đủ là Okkoto-nushi, vị thần thú già nua nhưng thông thái của loài lợn rừng (Inoshishi Gami). Theo lời của Jigo thì nó đã chết 100 năm trước và rất có thể Shishigami đã hồi sinh nó sống lại. Giống như Moro, nó cũng nói được tiếng người. Tuy bị mù nhưng bù lại khứu giác của nó vô cùng tinh tường, chỉ bằng cái ngửi nó đã biết Nago đã bị biến thành quái vật. Tức giận vì con người phá huỷ rừng, nó đã triệu hồi đàn lợn từ những nơi rất xa và chỉ huy chúng tấn công con người. Sau cuộc chiến, tất cả đồng loại của Okkoto đều chết hết, còn bản thân nó thì bị thương rất nặng. Sau này Okkoto cũng bị biến thành Tatarigami. Khác với những con lợn rừng khác rất tức giận khi biết Shishigami đã cứu Ashitaka nhưng lại để cho Nago chết Okkoto lại biết phân biệt được đúng sai trong chuyện này.
Shishigami
Vị thần tối cao cai trị cả khu rừng, tượng trưng cho sự sống và cái chết. Shishigami có 2 hình dạng: Ban ngày là con nai vàng có cái sừng to và khuôn mặt người; ban đêm giống như một linh hồn khổng lồ được gọi là Daidarabotchi. Thời điểm duy nhất Shishigami có thể bị giết là khi nó biến đổi giữa 2 dạng này. Hơn nữa, nếu đến lúc ánh mặt trời đầu tiên ló dạng Shishigami không trở lại hình dạng cũ thì sẽ chết. Shishigami đi đến đâu, hoa dưới chân nó sẽ nở đến đấy, nhưng sẽ tàn ngay. Nó chữa lành vết đạn bắn trên ngực Ashitaka, đồng thời lấy đi sinh mạng của Moro, Okkoto.
Gần cuối phim, Eboshi đã bắn đứt đầu của Shishigami, khiến thần thú này nổi giận hoá thành một thứ chất giống như chất bao quanh một Tatari Gami, làm khô héo toàn bộ cánh rừng rộng lớn và giết bất cứ ai chạm vào. Lão Jigo mang đầu của nó đi nên bị nó đuổi theo. Ashitaka và San đã đích thân cướp lại và trả cái đầu cho Shishigami. Kết cục là Shishigami sau khi nhận được cái đầu, đã chết khi ánh mặt trời mọc lên vì không kịp trở lại hình dạng cũ. Tuy nhiên, nhờ sự hi sinh của nó, lời nguyền trên tay Ashitaka và San (bị nguyền khi cô cố gắng thức tỉnh Okkoto khi nó biến thành Tatarigami) đã được chữa khỏi, khu rừng bị héo úa mọc lại những mầm xanh mới.
Kodama
Loại linh thần nhỏ, thường cư ngụ trong những cây to của khu rừng Tây vực nên bản dịch anime tiếng Việt gọi chúng là "mộc linh". Kodama chiếm số lượng đông đảo nhất trong rừng, đây là những linh thần hiền lành, dễ thương, từng giúp đỡ Ashitaka lúc anh bị lạc ở rừng Tây vực. Trước khi trời sáng Shishigami phải trở về khu hồ nước và Kodama đã lắc cổ răng rắc để chào mừng vị thần tối cao trở về. Trong đoạn kết thúc phim, một Kodama nhỏ đã xuất hiện trong khu rừng mới hồi sinh.
Tatarigami
Tatarigami không phải là tên gọi một linh thần khác, mà tất cả những linh thần trong khu rừng đều có thể hoá thành Tatari Gami khi sự tức giận cũng như đau đớn của nó vượt quá giới hạn. Khi điều đó xảy ra, một chất dịch đen có hình dạng như những con giun sẽ mọc ra từ cơ thể nó cho đến khi toàn thân bị bao bọc bởi chất dịch đó. Sau khi hoàn thành, Tatarigami có thể sử dụng những xúc tu đó để di chuyển và tấn công. Ai bị chất dịch này ngấm vào người sẽ phải chịu cái chết từ từ và đau đớn. Tuy nhiên, những xúc tu này không tấn công con người khi ở dưới nước, thực tế đã có 2 trong số 3 lần Tatarigami xuất hiện, nó đã không tấn công được khi nạn nhân của nó xuống nước. Trong phim, đã có nhiều lần Tatarigami xuất hiện. Lần thứ nhất là Nago sau khi bị bắn bởi con người đã hoá thành Tatarigami. Ashitaka đã bị dính vào chất dịch bao quanh trong khi cố giết nó và bị nguyền rủa. Lần thứ hai là Okkoto sau khi bị thương nặng đã hoá thành Tatarigami và tấn công San, nhưng trước khi nó hoàn toàn hoá thành Tatarigami thì Shishigami đã ngăn nó lại và nó chết ngay sau đó. Lần thứ ba khi Shishigami bị bắn bởi Eboshi đã hoá thành một chất dịch màu đen lan rộng và huỷ diệt cả khu rừng và ngôi làng gần đó, trong khi bản thân nó trong hình dạng Daidarabotchi không có đầu đuổi theo Jiko và đồng bọn để tìm lại cái đầu của mình. Tuy không có gì xác nhận và cũng không giống hai lần trước, nhưng nhiều người cho rằng chất dịch đen đó chính là những xúc tu bao quanh Tatarigami. Như vậy, trong cả phim có 3 lần Tatarigami xuất hiện.
Shoujou
Những sinh vật giống như khỉ đột trong thực tế. Chúng cố trồng cây rừng trong khi con người chặt bỏ những cây chúng trồng. Cũng như những thần thú khác, chúng rất căm thù con người, tuy nhiên chúng không tấn công con người mà thay vào đó, chúng chống lại con người bằng cách cố trồng thêm rừng. Chúng đã nhiều lần đòi giết Ashitaka và tin rằng ăn thịt anh là chúng sẽ có đủ sức mạnh và trí tuệ để chống lại con người.
Yakul
Chú linh dương đỏ thông minh, tình nghĩa, vật cưỡi và là người bạn đồng hành trong suốt cuộc hành trình của Ashikata. Gần cuối phim chú bị tên bắn trọng thương nhưng ngay sau đó lại phục hồi thần kì và chú là nhân vật đầu tiên tìm được Ashikata và San sau khi 2 người trả lại chiếc đầu cho Thần Rừng.

### Khác
Toki
Lồng tiếng bởi: Sumi Shimamoto
Người phụ nữ xinh đẹp làm ở lò rèn, cô rất cảm phục Ashikata vì anh đã cứu chồng mình. Dù là một người phụ nữ bình thường như bao người khác nhưng Eboshi rất tin tưởng cô và có thể coi cô là người phụ nữ quyền lực thứ hai tại Làng Sắt. Cô rất hay châm chọc Gonza và cho rằng ông ta mới là nguồn cơn của mọi việc thất bại.
Gonza
Lồng tiếng bởi: Tsunehiko Kamijō
Người đứng đầu đội cận vệ của Eboshi và là cánh tay phải của bà ta. Khác với vẻ ngoài bặm trợn của mình, ông ta là một kẻ bất tài, vô dụng và luôn bị Toki soi mói và chỉ trích.
Kohroku
Lồng tiếng bởi: Masahiko Nishimura
Chồng của Toki, vì quá yêu vợ mà anh rất sợ cô. Anh bị ngã xuống vực sau khi bị đàn sói tấn công và được Ashikata cứu sống. Giống như vợ mình, anh rất cảm phục Ashitaka.
Kaya
Lồng tiếng bởi: Yuriko Ishida
Công chúa của bộ tộc Emishi đồng thời là hôn thê của Ashitaka. Bất chấp luật lệ của bộ tộc, coi Ashikata như đã chết và không ai được tiễn đưa anh, nhưng cô đã gặp anh và đưa tặng anh con dao găm đính đá và cầu nguyện cho anh gặp may mắn.
Hii-Sama
Lồng tiếng bởi: Mitsuko Mori
Những phụ nữ ở Làng Sắt
Lồng tiếng bởi: Takako Fuji và Ikuko Yamamoto

## Sản xuất
Miyazaki đã mất 16 năm để xây dựng phần kịch bản và nhân vật của Mononoke Hime. Nhiều cảnh nền quen thuộc của phim có thể được tìm thấy trong manga năm 1983 của ông, The Journey of Shuna. Phần cốt truyện và nhân vật được thay đổi rất nhiều trong quá trình chuẩn bị. Mononoke Hime cuối cùng cũng được thực hiện sau khi Miyazaki thăm cánh rừng cổ ở đảo Yakushima, dù ông chưa hoàn thành toàn bộ cốt truyện mãi cho đến trong quá trình sản xuất. Bản phác thảo cho cảnh cuối cùng của phim được hoàn thành chỉ đúng 1 tháng là đến ngày công chiếu tại Nhật.

3D rendering được sử dụng để tạo những con sâu quỷ và kết hợp chúng vào bản vẽ tay Ashitaka

Hầu hết các cảnh trong Mononoke Hime là những bản vẽ tay, nhưng được kết hợp với các hình vẽ bằng máy tính (CGI) trong mỗi 5 phút của bộ phim. Phần hoạt họa máy tính được hòa trộn và hỗ trợ phần hoạt họa gốc, và kỹ thuật này được sử dụng chủ yếu trong những cảnh bao gồm các hình vẽ bằng máy tính và bản vẽ tay truyền thống. Khoảng hơn 10 phút của phim sử dụng loại mực in điện tử, kỹ thuật này được sử dụng trong tất cả các tác phẩm sau này của Studio Ghibli. Hầu hết phim được tô bằng các loại màu vẽ truyền thống. Tuy nhiên nhà sản xuất đã chấp nhận sự can thiệp của máy tính để kịp hoàn thành phim trước ngày công chiếu tại Nhật.
Miyazaki đã đích thân kiểm duyệt lại toàn bộ 144.000 bức vẽ tay của phim, và đã tự chỉnh sửa, vẽ lại khoảng 80.000 bức trong số đó. Đây là một trong số ít phim do ông đạo diễn mà không có các cảnh bay lượn, một đặc điểm thường thấy trong các tác phẩm của Miyazaki.
Khi công chiếu, Mononoke là bộ phim anime đắt giá nhất thời bấy giờ, với chỉ phần sản xuất đã tốn 2,35 tỷ ¥ (khoảng 23,5 triệu US$).

Miyazaki không muốn Ashitaka trở thành một anh hùng điển hình:
"Ashitaka không phải là một cậu bé vô tư, hồn nhiên. Cậu luôn có nỗi buồn u uất và là người được định mệnh sắp đặt sẵn. Tôi cảm thấy chính mình cũng như vậy, nhưng đến bây giờ, tôi vẫn chưa từng thực hiện bộ phim nào với nhân vật như thế. Ashitaka bị nguyền vì một lý do vô lý. Chắc chắn vậy, Ashitaka đã làm điều mà mình không được phép làm - giết một Tatari Gami. Nhưng có đủ lý do để làm điều đó từ cách nhìn của con người. Dù gì đi nữa, anh đã phải nhận lãnh lời nguyền chết người. Tôi thấy rằng nó tương tự như cuộc sống của chúng ta ngày nay. Tôi nghĩ dù cho điều này là vô lý nhưng bản thân nó chính là một phần của cuộc sống."— Miyazaki Hayao

 Ông phát biểu rằng nhân vật Eboshi được cho là có một quá khứ đầy bi kịch, dù điều này không được đề cập cụ thể trong phim. Bà có một cá tính mạnh mẽ và cẩn thận, bằng chứng là bà cho phép Ashitaka to do đi lại trong Iron town mà không cần ai hộ tống, dù cho anh có những động cơ không rõ ràng. Bà còn gần như không thừa nhận quyền hành của hoàng đế ở Iron town, một cái nhìn mang tính cách mạng thời bấy giờ, và thể hiện một cá tính điển hình của người phụ nữ ở thời đại mà họ không hề lưỡng lự hi sinh chính bản thân và những người xung quanh để thực hiện giấc mơ của mình. Miyazaki nói rằng Eboshi "giống như là một shirabyōshi".
Khi đạo diễn Miyazaki xây dựng nhân vật Jigo, ông đã phân vân giữa việc đặt nhân vật này là gián điệp của triều đình, ninja, tín đồ của một tôn giáo hay "một người rất tốt". Cuối cùng, ông đã xây dựng nhân vật Jigo dựa trên tất cả những hình tượng trên.
Phong cảnh trong Mononoke Hime lấy cảm hứng từ những cánh rừng cổ đại của Yakushima, Kyūshū, và ngọn núi của Shirakami-Sanchi ở Bắc Honshū. Tuy nhiên, mốc thời gian ở đây là không xác định, nghĩa là phim không có thời điểm cụ thể.

## Phát hành
Bộ phim đã cực kỳ thành công tại Nhật cùng một lượng fan anime khổng lồ và tại các rạp phim nghệ thuật ở các nước khu vực nói tiếng Anh. Tại những nước đó, người xem diễn tả đây như là phim nói về chủ đề môi trường được kể dưới dạng một truyền thuyết Nhật Bản. Hãng phim Miramax của Disney sau đó đã đăng ký bản quyền phát hành phim tại Mỹ nhưng muốn cắt bỏ một số đoạn để chiếu cho khán giả tại châu Mỹ (và vì Hệ thống phân loại phim). Tuy nhiên, Miyazaki đã bác bỏ điều này, và bộ phim được công chiếu toàn bộ với PG-13. Miramax đã bỏ rất nhiều kinh phí cho việc lồng tiếng Anh cho bộ phim "Mononoke Hime" với dàn các diễn viên nổi tiếng. Khi công chiếu tại các rạp, phim được quảng bá rất ít đồng thời chỉ chiếu ở một số ít rạp nhất định và trong một quãng thời gian rất ngắn. Sau đó Disney đã lên tiếng phê bình vì việc phim không thành công tại các rạp chiếu. Vào tháng 9 năm 2000, phim được thông báo phát hành bản DVD với phần lồng tiếng Anh chỉ tại khu vực Bắc Mĩ. Để đáp ứng yêu cầu của một lượng lớn các fan về việc thêm vào các bản nhạc tiếng Nhật cùng với khả năng không thu hút được khách hàng, Miramax đã ẩn phần dịch tiếng Anh cho phiên bản tiếng Nhật. Điều này đã khiến việc phát hành DVD bị trì hoãn đến gần 3 tháng, nhưng sau đó đĩa đã bán rất chạy khi được ra mắt.

### Các nơi khác
DVD phát hành tại Mĩ và Anh đều có 2 phiên bản tiếng Anh và tiếng Nhật của các soundtrack trong phim cùng với phụ đề cho cả phần Dubbing tiếng Anh và phần có nhiều dòng dịch nghĩa.
Theo yêu cầu của Miyazaki, bộ phim được giữ nguyên trong bản phát hành tiếng Anh, nên chỉ có phần âm nhạc được thay đổi. Phần thuyết minh tiếng Anh của phim "Mononoke Hime" là phần dịch cùng với một vài chuyển thể của Neil Gaiman, tác giả The Sandman.
Phim còn được thuyết minh bằng tiếng phổ thông Trung Quốc, Quảng Đông, Séc, Pháp, Đức, Ý, Hàn, Na Uy, Đan Mạch, Ba Tư và Bồ Đào Nha.

## Đón nhận
Mononoke Hime là bộ phim số một trên thị trường Nhật năm 1997, tổng doanh thu từ các kênh phân phối lên đến 11,3 tỷ ¥. Bộ phim còn được chọn làm đề cử phim Nhật cho giải Oscar cho phim ngoại ngữ hay nhất trong năm đó. Mononoke Hime còn nhận được nhiều sự đón nhận nồng nhiệt. Leonard Klady của tạp chí Variety đã viết một bài đánh giá tích cực dành cho phim ngay từ lần đầu ra mắt. Trong chương trình Roger Ebert & The Movies, bộ phim nhận được 2 thumb up của Harry Knowles và Roger Ebert. Ebert còn cho phim 4/4 sao trong bài đánh giá của mình và liệt vào trong danh sách 10 phim hay nhất của năm của ông. Dù cho hầu hết các đánh giá phản hồi của bộ phim đều tích cực, vẫn có một số phê bình vì phần lựa chọn dàn diễn viên lồng tiếng của phim, đáng chú ý nhất là phần lồng tiếng của Billy Bob Thornton cho nhân vật Jigo và Claire Danes cho San, cho rằng họ đã làm giảm bớt sự cảm thụ khi xem phim. Tuy nhiên, phần lồng tiếng của phim vẫn được bình chọn là phần lồng tiếng tốt nhất từng được làm bên cạnh Vùng đất linh hồn, bộ phim cũng đã giành được nhiều đánh giá tích cực tương tự. Tháng 6 năm 2011, nhà thống kê các bài đánh giá Rotten Tomatoes thông báo có đến 93% các nhà phê bình có đánh giá tích cực cho bộ phim, với số điểm trung bình đạt 7.7/10 và sự đồng thuận rằng: "Với cốt truyện xuất sắc và những cảnh phim nghẹt thở, Mononoke Hime xứng đáng là một mốc son trong thế giới phim hoạt hình".
Roger Ebert liệt bộ phim đứng thứ 6 trong số 10 phim hay nhất của năm 1999. Mononoke Hime là bộ phim có doanh thu cao nhất Nhật cho đến khi phim "Titanic" giành được vị trí này vài tháng sau đó.
Mononoke Hime còn xếp thứ 488 trong danh sách 500 phim hay nhất mọi thời đại của tạp chí phim Empire.
Phim nằm trong top 50 phim hoạt hình hay nhất của Terry Gilliam.
Phim đứng thứ 26 trong bảng xếp hạng 50 phim hoạt hình của Total Film.
Vào tháng 1 năm 2001, bộ phim là anime bán chạy nhất tại châu Mỹ, dù phim bán không chạy lắm tại Mỹ. Bộ phim đã thu về 2.298.191$ chỉ trong 8 tuần đầu phát hành.

### Giải thưởng
- Hình ảnh xuất sắc nhất: Japanese Academy Awards lần thứ 21
- Phim Nhật xuất sắc nhất, Hoạt hình xuất sắc nhất, và Lựa chọn của fan cho phim Nhật; Mainichi Film Award lần thứ 52
- Phim Nhật xuất sắc nhất và Lựa chọn của độc giả; Liên hoan Asahi 10 phim xuất sắc nhất
- Giải phim xuất sắc nhất; The Agency for Cultural Affairs
- Giải thưởng lớn tại Animation Division; Japan Media Arts Festival lần thứ nhất (bởi cơ quan ngoại giao văn hóa của bộ giáo dục)
- Đạo diễn xuất sắc; Liên hoan phim Takasaki
- Phim Nhật xuất sắc nhất; The Association of Movie Viewing Groups
- Movie Award; Mainichi Art Award lần thứ 39
- xuất sắc nhất Director; Tokyo Sports Movie Award
- Nihon Keizai Shinbun Award for Excellency; Nikkei Awards for Excellent Products/Service (details)
- Giải Theater Division; Asahi Digital Entertainment Award
- MMCA Special Award; Multimedia Grand Prix 1997
- Đạo diễn xuất sắc nhất and Yujiro Ishihara Award; Nikkan Sports Film Award
- Giải Thành tựu đặc biệt; The Movie's Day
- Giải đặc biệt; Hochi Film Award
- Giải đặc biệt; Blue Ribbon Awards
- Giải đặc biệt; Liên hoan phim Osaka
- Giải đặc biệt; Giải thưởng Elandore
- Giải văn hóa; Giải thưởng Fumiko Yamaji
- Giải thưởng lớn và Giải thành tựu đặc biệt; Giải thưởng Golden Gross
- Hạng nhất, phim xuất sắc nhất năm; "Pia Ten" lần thứ 26
- Hạng nhất; Japan Movie Pen Club, 5 phim Nhật xuất sắc nhất 1997
- Hạng nhất; Kinema Junpo 10 phim Nhật xuất sắc nhất 1997 (Bình chọn của độc giả)
- Hạng nhì; Kinema Junpo 10 phim Nhật xuất sắc nhất 1997 (Bình chọn của các nhà phê bình)
- Đạo diễn xuất sắc nhất; Kinema Junpo phim Nhật 1997 (Bình chọn của độc giả)
- Hạng nhất; Best Comicker's Award
- Hạng nhất; Bình chọn của độc giả CineFront
- Giải Nagaharu Yodogawa; RoadShow
- Nhà soạn nhạc xuất sắc nhất và Album xuất sắc nhất; Japan Record Award lần thứ 39
- Giải xuất sắc; Giải thưởng Yomiuri cho Quảng bá Phim/Kịch hát

## Nhạc phim
Hầu như toàn bộ bản nhạc lớn nhỏ trong phim đều rất thâm trầm và bí ẩn. Bản nhạc vang lên ở cuối phim nghe thấm đượm không khí hoà bình, dễ chịu, chứa đầy hi vọng. Giai điệu của nó như hàng vạn mầm cây đang đâm chồi nảy lộc từ đống tro tàn, bình yên, thư thái. Âm nhạc cũng góp phần lớn vào thành công của bộ phim.
Bài hát chính trong anime này là "Mononoke hime" (Mononoke Hime) của Joe Hisaishi sáng tác, do ca sĩ Yoshikazu Mera trình bày. Lời ca như ai oán, thương cảm cho tâm hồn đầy oán hận của Mononoke Hime. Đây là lời và bản dịch bài hát theo tiếng Anh, tiếng Việt: Lời hát tiếng Anh đã được chỉnh sửa khác đi một chút so với bản gốc tiếng Nhật.

### Mononoke hime - lời bài hát gốc bằng tiếng Nhật
| - Romaji: Haritsumeta yumi no furueru tsuru yo Tsuki no hikari ni zawameku omae no kokoro Togisumasareta yaiba no utsukushii Sono kissaki ni yoku nita sonata no yokogao Kanashimi to ikari ni hisomu Makoto no kokoro wo shiru wa mori no sei Mononoke-tachi dake mononoke-tachi dake | - Kanji và kana: エンディング・テーマ 張り詰めた弓の震える弦よ 月の光にざわめくおまえの心 研ぎ澄まされた刃の美しい その切っ先によく似たそなたの横顔 悲しみと怒りに潜む誠の心を知るは森の精 もののけたちだけ もののけたちだけ | - Dịch nghĩa: Dây cung run rẩy của một cánh cung căng lên Đập thình thịch trong ánh trăng, là trái tim em Đẹp tựa lưỡi dao sắc bén Em thật giống như mũi kiếm lạnh lùng Ẩn giấu trong nỗi buồn và tức giận. Hiểu được trái tim em chỉ có linh hồn của rừng Chỉ có những linh hồn, chỉ có những linh hồn mới hiểu... |

### The princess Mononoke - phiên bản bài hát tiếng Anh
| In the moonlight I felt your heart Quiver like a bowstring's pulse In the moon's pure light, you looked at me Nobody knows your heart. When the sun is gone, I see you Beautiful and haunting, but cold Like the blade of a knife, so sharp and sweet Nobody knows your heart. All of your sorrow, grief and pain Locked away in the forest of the night Your secret heart belongs to the world Of the things that sigh in the dark Of the things that cry in the dark. | - Dịch nghĩa: Dưới ánh trăng sáng, tôi cảm nhận được trái tim em Rung lên như nhịp kéo dây cung. Dưới ánh trăng rọi trên mặt hồ, em nhìn lại tôi. Không một ai có thể thấu hiểu trái tim em. Khi mặt trời lặn, tôi trông thấy em: Đẹp đẽ, ám ảnh nhưng lạnh lùng, Như lưỡi dao, sắc bén và cũng thật ngọt ngào. Không một ai có thể thấu hiểu trái tim em. Tất cả gian khổ, phiền muộn và đau đớn mà em mang theo Đều giấu kín vào khu rừng của màn đêm. Tâm hồn bí ẩn của em thuộc về thế giới... Của những gì đang thở dài trong đêm đen, Của những gì đang khóc thầm nơi bóng tối. |

## Đánh giá
Có thể nói đây là một trong những anime kinh điển của hãng Ghibli. Nó thể hiện mối quan tâm tới môi trường và con người của Hayao Miyazaki. Bộ phim vẽ lên cảnh rừng núi, muông thú, làng quê rất đẹp, rất chân thực. Tâm lý nhân vật cũng được đặc tả rõ ràng, đơn giản và ngắn gọn. Chỉ bằng vài cử chỉ, sự việc, Hayao Miyazaki đã khắc hoạ hầu như toàn bộ tính cách nhân vật. Xem "The princess Mononoke", ta thấy một hoàng tử Ashitaka anh hùng, gần gũi, nhân hậu biết bao. Cảnh anh cõng San ra khỏi lò rèn với vết đạn bắn trên ngục đang rỉ máu; khi bị San kề sát mũi dao vào cổ, Ashitaka dù sắp chết nhưng vẫn nhìn cô và nói: "Cô xinh đẹp lắm!" (cũng nhờ câu nói này mà công chúa sói không giết anh). Mọi người luôn xem San là một con thú hoang không hơn không kém, riêng Ashitaka lại tôn trọng và xem cô như một con người, đúng hơn là như một người con gái thực sự.
Cuộc chiến không khoan nhượng đã đem Ashitaka và San lại gần bên nhau, San trở nên "người" hơn, mở lòng mình ra với Ashitaka, lấy tình yêu thay cho lòng thù hận. Lúc các anh em sói của San muốn ăn thịt Ashitaka, chính cô đã lên tiếng can ngăn chúng. Cô còn nhờ Shishigami trị thương cho anh và mang anh về hang của mình chăm sóc. Họ hiểu về thế giới của nhau hơn và cùng nhau chiến đấu cho sự chung sống hòa bình của hai thế giới, của con người và thiên nhiên. Cảnh đẹp nhất phim có lẽ là cảnh San nổi giận vì việc Ashitaka cứu Eboshi, cô giận đến nỗi đã dùng mặt dây chuyền mà anh tặng trước đây để đâm anh. Nhưng Ashitaka chỉ dịu dàng ôm cô vào lòng, lúc này vết thương đã lan ra khắp người anh. San thổn thức:
- Mọi thứ đã chấm dứt rồi, khu rừng đã chết!
- Không, chưa quá muộn đâu. Hãy giúp tôi nhé, San!
Rừng cây bị thu hẹp và sẽ càng bị thu hẹp thêm bởi con người. Các vị thần của núi rừng đã rút lui và ngày nay vẫn luôn rút lui. San sẽ không về Tatara Ba như kiểu Tarzan trở về thành phố. Ashitaka sẽ không bỏ văn minh và cuộc sống con người để cùng cô vào nơi rừng sâu. Cuối phim, San đã bày tỏ tình cảm của mình với Ashitaka: "Tôi rất thích anh, Ashitaka! Nhưng tôi vẫn chưa thể tha lỗi cho những gì con người đã làm." Ashitaka mỉm cười đáp: "Cô ở trong rừng, còn tôi ở Tatara Ba. Chúng ta chung sống hoà bình. Khi nào có thời gian, tôi và Yakul sẽ đến thăm cô!"
Mononoke Hime muốn nói lên rằng không thể có một kết cục có hậu trong cuộc chiến giữa con người và thiên nhiên. Nhưng đan xen trong hận thù giết chóc, đau thương và mất mát vẫn còn những điều tuyệt đẹp như mối tình của Ashitaka và San. Thiên nhiên và con người cùng tồn tại song song, một cách tự nhiên. nhà phê bình phim Julie Setori đã nhận xét: "Mononoke Hime không phải nói về sinh thái mà là không có gì tồn tại vĩnh cửu." Ngoại trừ Ashikata, mọi người trong Mononoke Hime đều muốn chiếm cho mình độc đoán một cõi riêng nào đấy. Con người thì kẻ giàu muốn chế ngự các vị thần để lấy quyền lực, trường sinh. Kẻ nghèo thì muốn tự do khai thác sắt, gỗ. Còn các vị thần của núi rừng muốn nơi mình cai quản không bị quấy nhiễu. Với thời gian, mọi thứ đều phải thay đổi và con người cũng là một phần của sự thay đổi đó.
Phim sâu sắc với nội dung bao hàm những vấn đề của cuộc sống hiện đại, được thể hiện không bị gó buộc về không gian và thời gian. Trong đó, nổi bật hơn hết là triết lý trừu tượng về quan hệ của con người thông qua sự đấu tranh giữa con người với các vị thần. Princess Mononoke không khẳng định ai sai, ai đúng trong xung đột giữa con người và thiên nhiên. Sự biện giải của con người về hành động phá hủy thiên nhiên bằng mục đích cưu mang cuộc sống cho cộng đồng cùng khổ không phải phi lý nhưng sự nổi giận của rừng xanh và trận chiến đòi quyền được sống của muôn thú là chính đáng. Trắng đen hoà trộn như chính cuộc sống hiện đại và nhân sinh quan ngày nay của chúng ta. Sẽ không có ai là người chiến thắng ở đây, tất cả những gì còn đọng lại là một mầm non hi vọng cho sự chung sống hòa bình của con người với thiên nhiên chính là những điều mà cảnh cuối cùng của bộ phim muốn truyền tải đến mọi người.